# Basílica de Santa Pudenciana
Santa Pudenziana ou Basílica de Santa Pudenciana é uma igreja titular e basílica menor de Roma, Itália, do século IV dedicada a Santa Pudenciana, irmã de Santa Praxedes e filha de São Pudêncio. Ela é a igreja nacional das Filipinas.
O cardeal-presbítero do Titulus de S. Pudentianae é Thomas Aquino Manyo Maeda, posto que já foi ocupado pelo cardeal Luciano Bonaparte, sobrinho-neto do imperador Napoleão Bonaparte.
Já se sugeriu que Pudenciana seria uma pessoa lendária e que o nome da igreja surgiu como um adjetivo para descrever a casa de Pudêncio: domus pudentiana. Esta denominação foi incorretamente tratada como sendo uma referência a uma santa pelas gerações seguintes. Em 1969, os nomes de Pudenciana e sua irmã, Praxedes, foram removidas do Calendário Católico Romano de Santos.

## História
A igreja de Santa Pudenciana é reconhecida como um dos locais de culto cristão mais antigos de Roma. Ela foi construída sobre uma casa  do século II, provavelmente durante o pontificado do papa Pio I (140-155) e reutiliza parte de um banho romano do tempo do imperador romano Adriano (r. 117-138), cuja estrutura ainda é visível na abside. Esta igreja foi a residência do papa até que, em 313, Constantino I ofereceu-lhe o Palácio de Latrão. No século IV, durante o pontificado do papa Sirício, o edifício foi transformado numa igreja com três naves. Nos atos do sínodo de 499, a igreja já era chamada de titulus Pudentis, o que indicava que ali se administravam os sacramentos.
Santa Pudenciana está localizada num nível inferior ao da rua e é acessível através de portões de ferro. Degraus (adicionados no século XIX) levam a uma praça quadrangular de ambos os lados da entrada. A arquitrave do hall de entrada na fachada contém um friso de mármore que pertencia a um portal do século XI e é uma importante obra da escultura medieval em Roma. Ele traz (da esquerda para a direita), Pastore (o primeiro proprietário da igreja), Pudenciana, Praxedes e o pai delas, Pudêncio. As coluna da nave eram parte da basílica original.

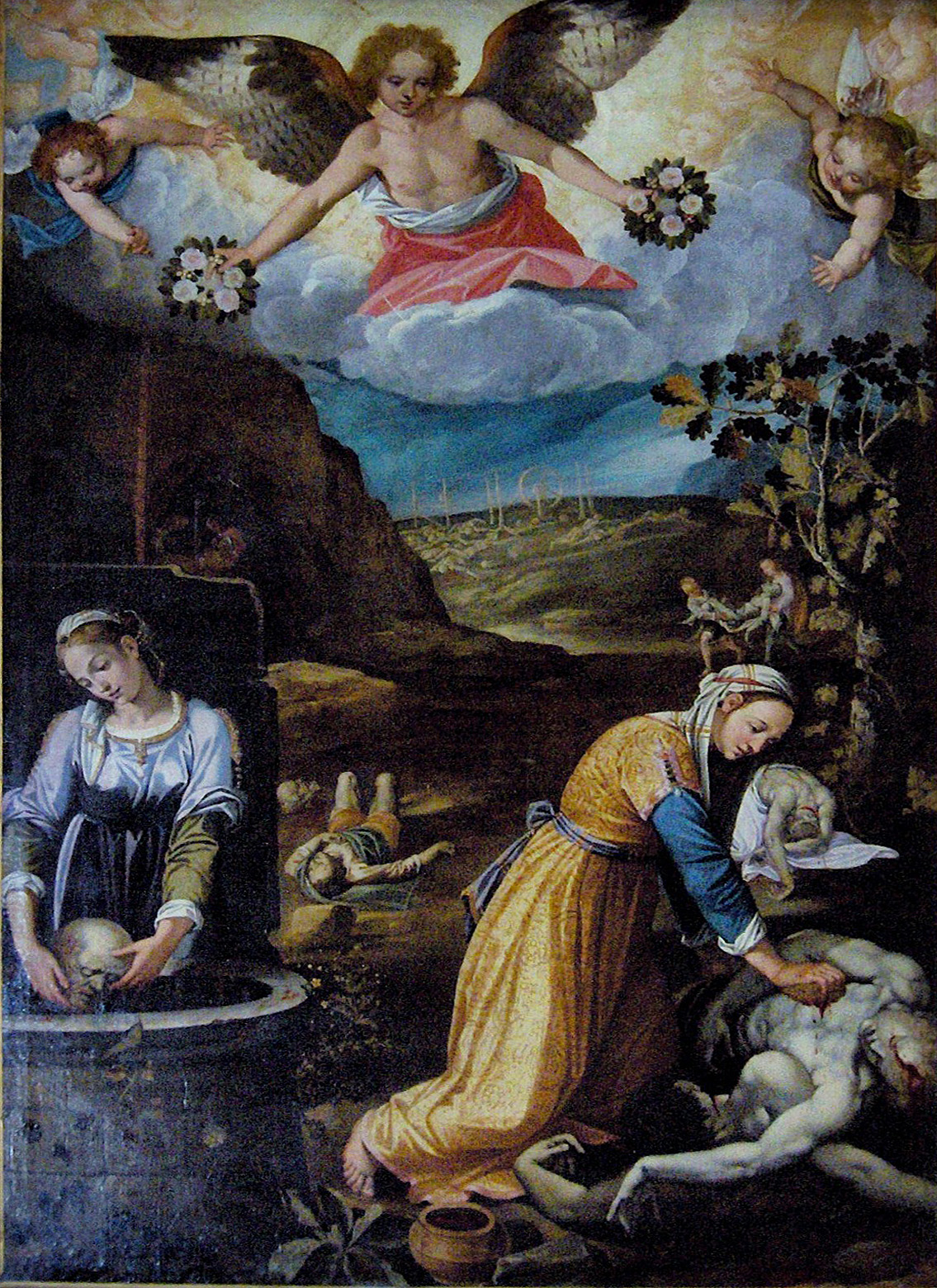
"Santas Praxedes e Pudenciana recolhendo o Sangue dos Mártires". O poço onde as irmãs estão jogando as relíquias dos mártires está sob a igreja, num local marcado por uma laje de pórfiro à frente da capela dos Caetani.
1621. Por Giovanni Paolo Rossetti.

A torre românica foi acrescentada no início do século XIII. Restaurações de 1588 por Francesco da Volterra, a pedido do cardeal Enrico Caetani, camerlengo da Igreja Católica, transformaram as três naves em uma e adicionaram uma cúpula. A pintura "Anjos e Santos perante o Salvador" na parte interna da cúpula é um afresco por Pomerâncio. Durante a última destas restaurações, alguns fragmentos de um grupo Laoconte foram encontrados, maiores que os do grupo no Vaticano. Como ninguém se dispôs a financiar esta escavação, o buraco foi preenchido e esquecido e os fragmentos, jamais recuperados. A fachada foi restaurada em 1870 e alguns afrescos de Pietro Gagliardi foram adicionados.

## Interior
Na parede atrás do altar-mor estão três pinturas feitas em 1803 por Bernardino Nocchi representando, da direita para a esquerda, São Timóteo, A Glória de Santa Pudenciana e São Novato.
Os mosaicos na abside são do final do período romano, datando do final do século IV durante o pontificado do papa Inocêncio I, e restaurados no século XVI. Eles estão entre os mais antigos mosaicos em Roma e um dos mais impressionantes fora da cidade de Ravena. O historiador do século XIX Ferdinand Gregorovius os considerava os mais belos de Roma.
Este mosaico é notável principalmente por sua iconografia. Cristo é representado como um ser humano ao invés de um símbolo (como o cordeiro ou o Bom Pastor), como era comum nas imagens do cristianismo primitivo. A representação de Jesus como um rei ecoa o semblante majestático dele nos futuros mosaicos bizantinos. Ele está sentado num trono encrustado de jóias, vestindo uma toga dourada com uma barra em púrpura (a corda autoridade imperial) e posa como um professor romano clássico, com sua mão direita estendida. Além disso, ele tem um halo e segura em sua mão esquerda o texto: "Dominus conservator ecclesiae Pudentianae" ("O Senhor é o guardião da Igreja de Pudenciana"). Jesus está sentado entre seus apóstolos, também vestindo togas senatoriais, todos com expressões individuais e olhando para o espectador. A parte de baixo do mosaico foi removida durante a restauração do século XVI e dois dos apóstolos do lado direito se perderam e foram substituídos por outros mosaicos mais recentes. Duas figuras femininas (representando a "Igreja" e a "Sinagoga") seguram um ramo de oliveira sobre a cabeça de São Pedro e São Paulo. Sobre eles, se vêem os tetos e cúpulas das igrejas da Jerusalém celestial (ou, segundo outra interpretação, as igrejas construídas pelo imperador Constantino em Jerusalém). Sobre Cristo está uma cruz cravejada de jóias sobre uma colina (Gólgota), como um sinal do triunfo de Jesus sobre a morte, entre os símbolos dos quatro evangelistas (anjo, leão, touro e águia), os mais antigos do gênero. O fundo é um céu azul com um pôr-do-sol alaranjado.

## Capelas
- A capela de Pedro, à esquerda da abside, contém parte de uma mesa na qual São Pedro teria celebrado a Eucaristia na casa de São Pudêncio. O resto da mesa está incluída no altar papal de São João de Latrão. A escultura no altar representa "Cristo Entregando as Chaves do Céu para São Pedro" (1594) pelo arquiteto e escultor Giacomo della Porta. Na mesma capela estão duas lajes de bronze na parede, explicando que Pedro se hospedou aqui e que ali ele ofereceu, pela primeira vez em Roma, pão e vinho na Eucaristia. O pavimento é antigo. Uma porta dá acesso a um pátio que contém afrescos do século XI.
- Capela do Crucifixo: contém um crucifixo de bronze de Achille Tamburini.
- Capela da Virgem Misericordiosa: contém uma pintura da "Natividade da Virgem" de Lazarro Baldi.
- Capela de São Bernardo: contém uma pintura de "São Bento e Santa Catarina de Siena".
- Capela Caetani: esta capela dedicada à família Caetani (família do papa Bonifácio VIII) foi desenhada por Capriano da Volterra em 1588 e, depois de sua morte em 1601, completada por Carlo Maderno. Os mosaicos no chão são notáveis. As colunas são de mármore Lumachella. O relevo (1599) sobre o altar é de Pier Paolo Olivieri e representa a "Adoração dos Magos". Giovanni Paolo Rossetti pintou "Santas Praxedes e Pudenciana recolhendo o Sangue dos Mártires", em 1621, e o afresco dos evangelistas no teto, a partir do design de Federico Zuccari.

A estátua de Santa Pudenciana no nicho é de Claude Adam e data de c. 1650. O antigo poço utilizado pelas irmãs está localizado a frente da capela dos Caetani, no corredor esquerdo, e acredita-se que contenha as relíquias de 3 000 mártires da igreja antiga, muitas das quais levadas para lá e para serem escondidas por Pudenciana e Praxedes. O local está marcado no chão por uma laje quadrada de pórfiro no chão.

## Galeria

Imagens da igreja
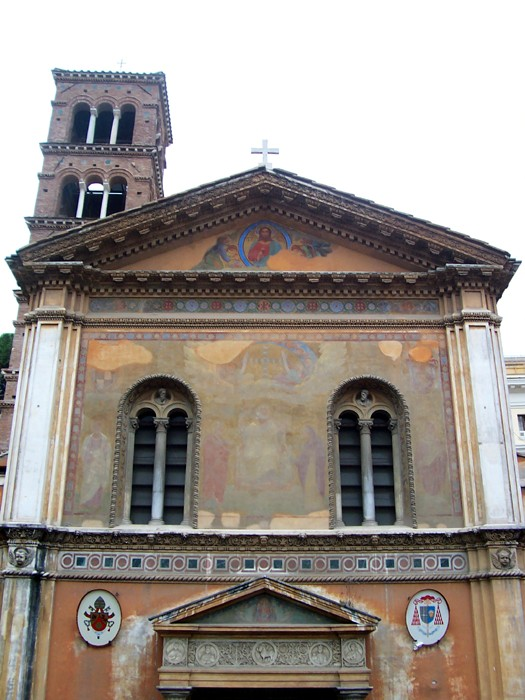
Pintura na fachada
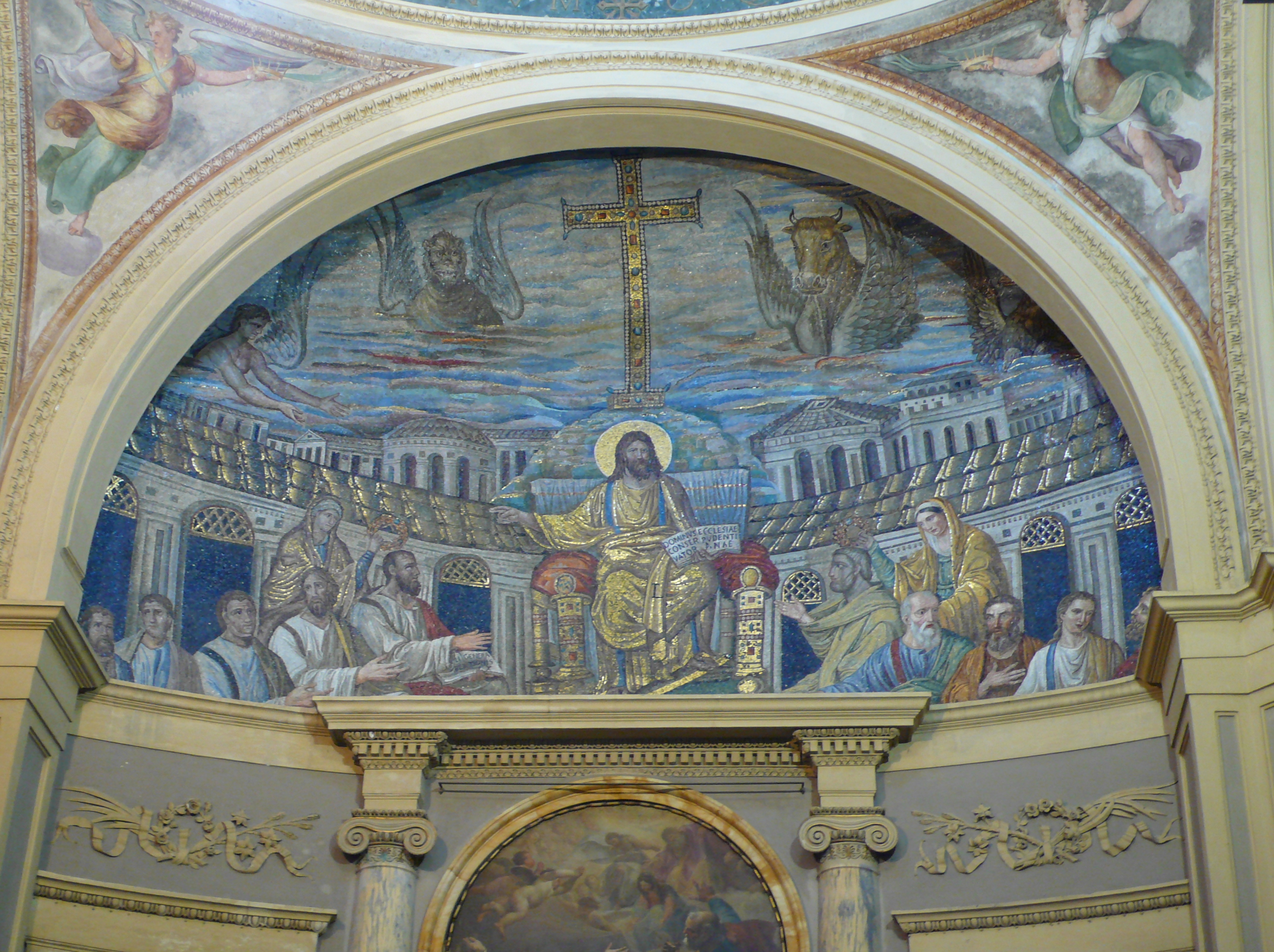
Mosaico na abside
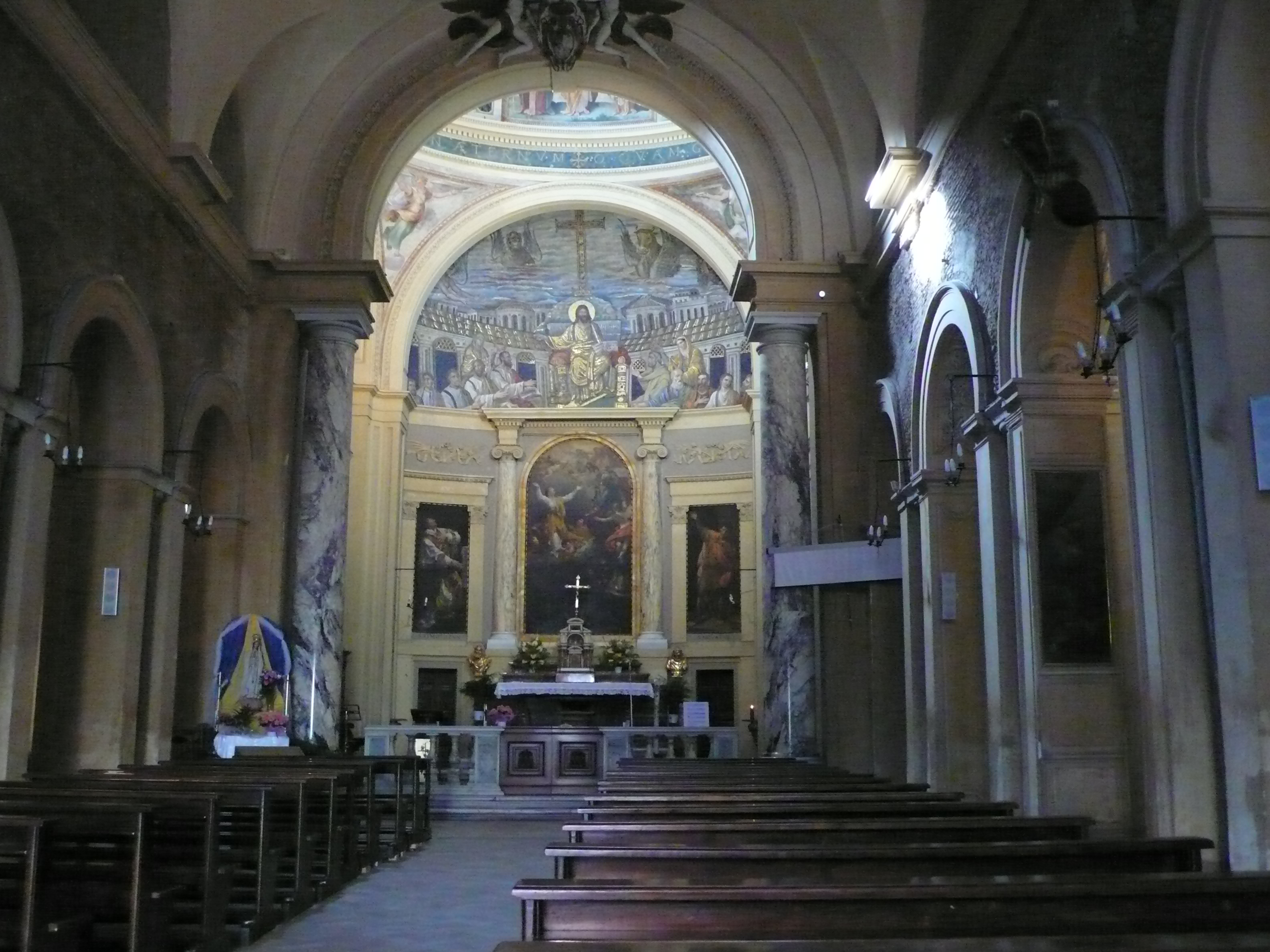
Vista do interior